# Tłaczene
Tłaczene (bułg. Тлачене) – wieś w Bułgarii, w obwodzie Wraca, w gminie Bjała Słatina. Według danych szacunkowych Ujednoliconego Systemu Ewidencji Ludności oraz Usług Administracyjnych dla Ludności, 15 czerwca 2020 roku miejscowość liczyła 352 mieszkańców.

## Historia
Dzisiejsza wieś opiera się na ruinach dwóch prehistorycznych osad – z epoki neolitu i epoki żelaza. Pod koniec starożytności przez teren dzisiejszej wsi przebiegała droga rzymska. Chociaż do tej pory nie znaleziono żadnych dokumentów osmańskich na temat wsi Tłaczene, to znaleziska archeologiczne i toponimia wskazują, że wieś została przejęta przez tureckich najeźdźców pod koniec XIV wieku. 20 marca 1878 r. nauczyciel Marin Rajkow z miasta Tetewen otworzył szkołę w Tłaczene.

## Zabytki
Do rejestru zabytków wpisana jest cerkiew pw Bogurodzicy, wybudowany w 1921 r. dzięki funduszom mieszkańców wsi, a konsekrowany został w 1928 r.

## Osoby związane z miejscowością

### Urodzeni
- Steła Bankowa (1950) – bułgarska pisarka
- Joło Denew (1940) – bułgarski pisarz
- Rumjana Stefanowa (1949–1978) – bułgarska gimnastyczka